# Союз-28
Союз-28 — космічний корабель (КК) серії «Союз», типу Союз 7К-Т. Серійний номер 45. Реєстраційні номери: NSSDC ID: 1978-023A; NORAD ID: 10694. Екіпаж других відвідин станції Салют-6. Перший міжнародний екіпаж: Губарєв (СРСР)/Ремек (ЧССР).

## Екіпаж
- Основний

Командир Губарєв Олексій Олександрович
Космонавт-дослідник Ремек Владімір
- Дублерний

Командир Рукавишніков Микола Миколайович
Космонавт-дослідник Олдржих Пелчак

## Хронологія польоту
2 березня о 15:28:10 UTC з космодрому Байконур ракетою-носієм Союз-У (11А511У) запущено КК Союз-28 з екіпажем других відвідин (ЕП-2) — першим міжнародним екіпажем: Губарєв (СРСР)/Ремек (ЧССР).
3 березня о 17:09:30 UTC КК Союз-28 пристикувався до заднього стикувального порту (ЗСП) комплексу Салют-6 — Союз-27. Після стикування на станції перебувало чотири особи (Перший основний екіпаж (ЕО-1) і ЕП-2): Романенко/Гречко/Губарєв/Ремек.
10 березня о 10:23:30 UTC КК Союз-28 з ЕП-2 (Губарєв/Ремек) відстикувався від ЗСП комплексу Салют-6 — Союз-27. На станції залишився ЕО-1: Романенко/Гречко.
10 березня о 13:44 UTC КК Союз-28 здійснив посадку за 135 км на північ від міста Аркалик.